# Tom May
Pour les articles homonymes, voir May.
Pas d'image ? Cliquez ici

a Compétitions nationales et continentales officielles uniquement.

b Matchs officiels uniquement.
Dernière mise à jour le 31 août 2016.
Tom May, est né le 5 février 1979 à Londres (Angleterre). C’est un ancien joueur de rugby à XV, ayant notamment joué en équipe d'Angleterre et avec les Newcastle Falcons entre 1999 et 2009. Il évoluait aux postes de centre, demi d'ouverture, ailier ou arrière (1,75 m pour 91 kg). 

## Biographie
Tom May a joué jeune avec l'académie de Newcastle. Il a intégré l'équipe première en 1999. Il joue avec les Newcastle Falcons en coupe d'Europe entre 1999 et 2009 et il dispute le Championnat d'Angleterre de rugby. En dix années, il a disputé 54 matchs de coupe d'Europe, il a inscrit 13 essais, 3 drop, 2 transformations et donc 88 points. Il est le meilleur marqueur d'essais (66) et le joueur comptant le plus d'apparitions (267) sous le maillot du club.
Il obtient sa première sélection avec l'équipe d'Angleterre le 6 juin 2009 face à l'équipe d'Argentine. Il dispute également le match retour une semaine plus tard, qui sera perdu par son équipe sur le score de 24 à 22. Il ne sera plus rappelé en équipe nationale après cela.
En 2009, il quitte Newcastle après dix années passées au club et rejoint, avec son coéquipier Jonny Wilkinson, le club français du RC Toulon qui évolue en Top 14.
Après deux saisons mitigées en France, il retourne jouer en Angleterre aux Northampton Saints pendant deux saisons entre 2011 et 2013. En 2013, il rejoint les London Welsh avec qui il remporte le championnat d'Angleterre de deuxième division en 2014, avant de prendre sa retraite à l'issue de la saison suivante,.

## Palmarès

### En club
- Vainqueur de la Coupe d'Angleterre 2001 et 2004 avec Newcastle.
- Finaliste du championnat d'Angleterre en 2013 avec Northampton.
- Demi-Finaliste du Championnat de France en 2010 avec Toulon.
- Finaliste de l'Amlin Challenge en 2010 avec Toulon.
- Vainqueur du championnat d'Angleterre de 2e division en 2014 avec les London Welsh.

### En équipe nationale
- 2 sélections en équipe d'Angleterre en 2009.
- 0 point.